# Vena azygos
Vena azygos er en vene der løber som forlængelse af vena lumbalis ascendens efter 12. brysthvirvel. Den danner størstedelen af azygossystemet og modtager venøst blod fra resten af dette system, og dræner selv ind i vena cava superior.

## Struktur
Venen har forløb langs med rygsøjlen, hvor den undervejs modtager drænage fra venae intercostales posteriores dextrae. Den modtager langs slutningen af sit forløb først vena hemiazygos, og derefter vena hemiazygos accesoria. Omkring 4. brysthvirvel danner azygos en bue fremad, væk fra rygsøjlen og hen imod vena cava superior som den så dræner ind i lige over hjertet. Undervejs i sin slutbue modtager venen også vena intercostalis superior dexter, som fører blod fra de øverste venae intercostales til vena azygos.
Den modtager desuden også vena subcostalis ved sin begyndelse ved T12.